# Adham Chánova hrobka
Adham Chánova hrobka (hindsky आधम खान का मकबरा, urdsky ادھم خان کا مزار‎), též mezi místními známá jako Bhool Bhulaya) je stavba ze 16. století, která se nachází na jižním okraji indické metropole Dillí. Je věnována Adham Chánovi, generálovi císaře Akbara Velikého. Hrobka se nachází v blízkosti archeologického parku starého Dillí, Lal Kot, minaretu Kutub Minár a místní části Mehrauli. Přímo naproti němu se nachází hlavní autobusové nádraží pro místní část Dillí s názvem Merhauli (Merhauli Terminal). V současné době je chráněnou kulturní památkou.
Hrobku tvoří veřejně přístupný osmiboký pavilon, který byl zbudován v architektonickém stylu odkazujícím na dynastii Lódiů a dynastie Saídů středověkého Dillíského sultanátu. Na každé z osmi stran se nachází terasy, vstup do nich je umožněn třemi vstupy s dekorovanými oblouky.

## Historie
Hrobka byla zbudována v roce 1562, rok po Adham Chánově smrti. Spolu s tehdejším předsedou mughalské vlády Atagou Chánem byl Adham Chán z rozhodnutí císaře defenestrován. Protože první pád přežil, byl vyhozen podruhé.
Po čtyřiceti dnech smutku zemřela i Adham Chánova matka. Oba byli pohřbeni na místě budoucí hrobky. Její výstavbu pravděpodobně schválil sám císař. Místo bylo zvoleno nedaleko od středověkého Dillí, na místě původních hradeb. Podoba stavby se značně odlišovala od mughalské architektury. Naopak odkaz na dřívější dynastie měl zdůrazňovat roli Adham Chána jako zrádce, neboť Mughalové považovali dynastii Lódiů a také Saídů za zrádcovskou.
V 30. letech 19. století nechal britský důstojník hrobku přebudovat na svoji residenci. Nechal odstranit samotný náhrobek Adham Chána a v příslušné místnosti nechal zřídit jídlelnu. I když důstojník brzy zemřel, řada dalších Britů budovu i nadále využívala pro obytné účely. Poté se zde nějakou dobu nacházela policejní stanice a pobočka indické pošty.. Poté zde nějakou dobu byl také guest house. Z rozhodnutí britského ministra zahraničí Lorda Curzona byla hrobka obnovena a vrácen ji byl původní účel pietního místa.

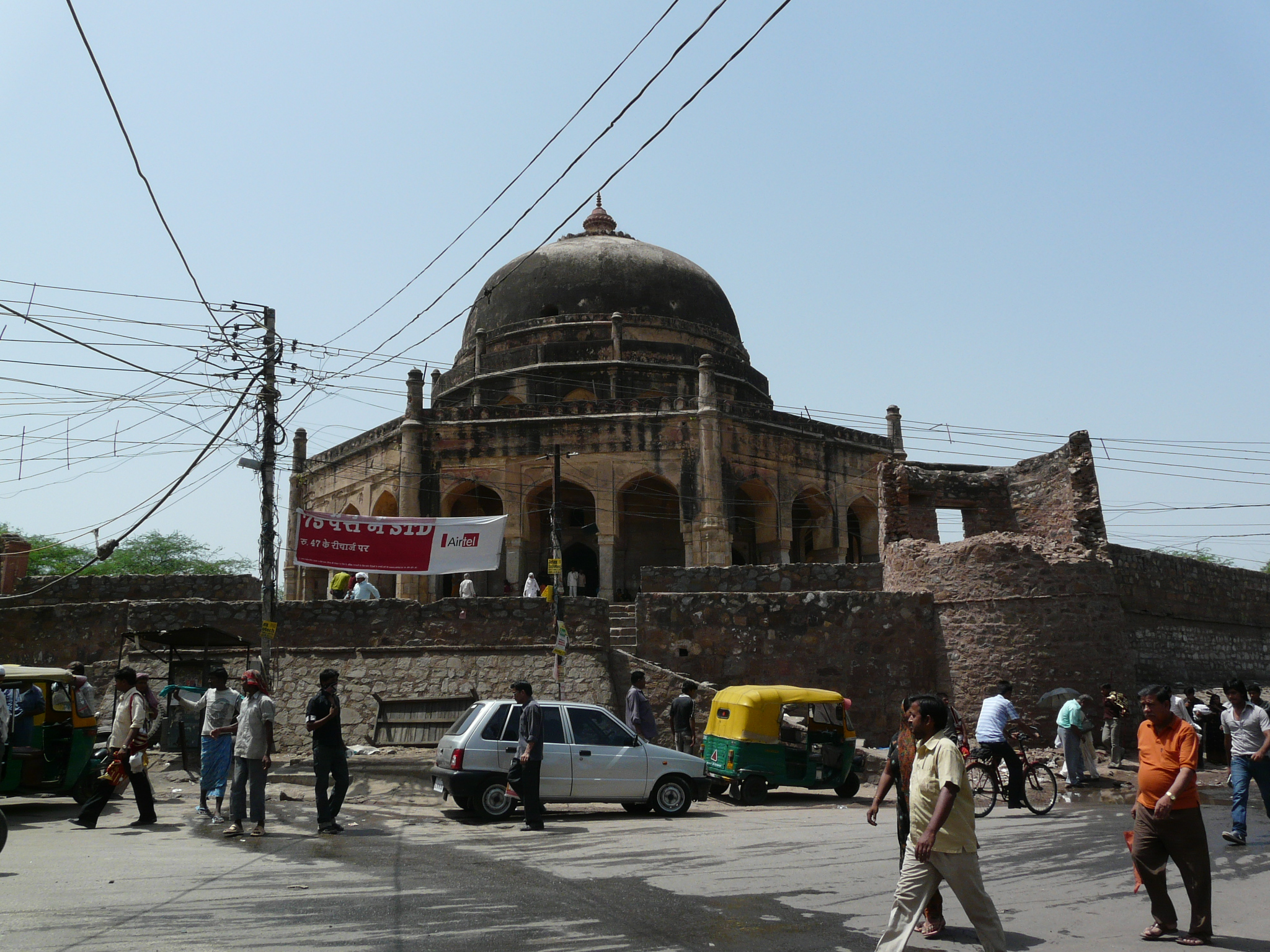
Pohled na hrobku s okolní silnicí
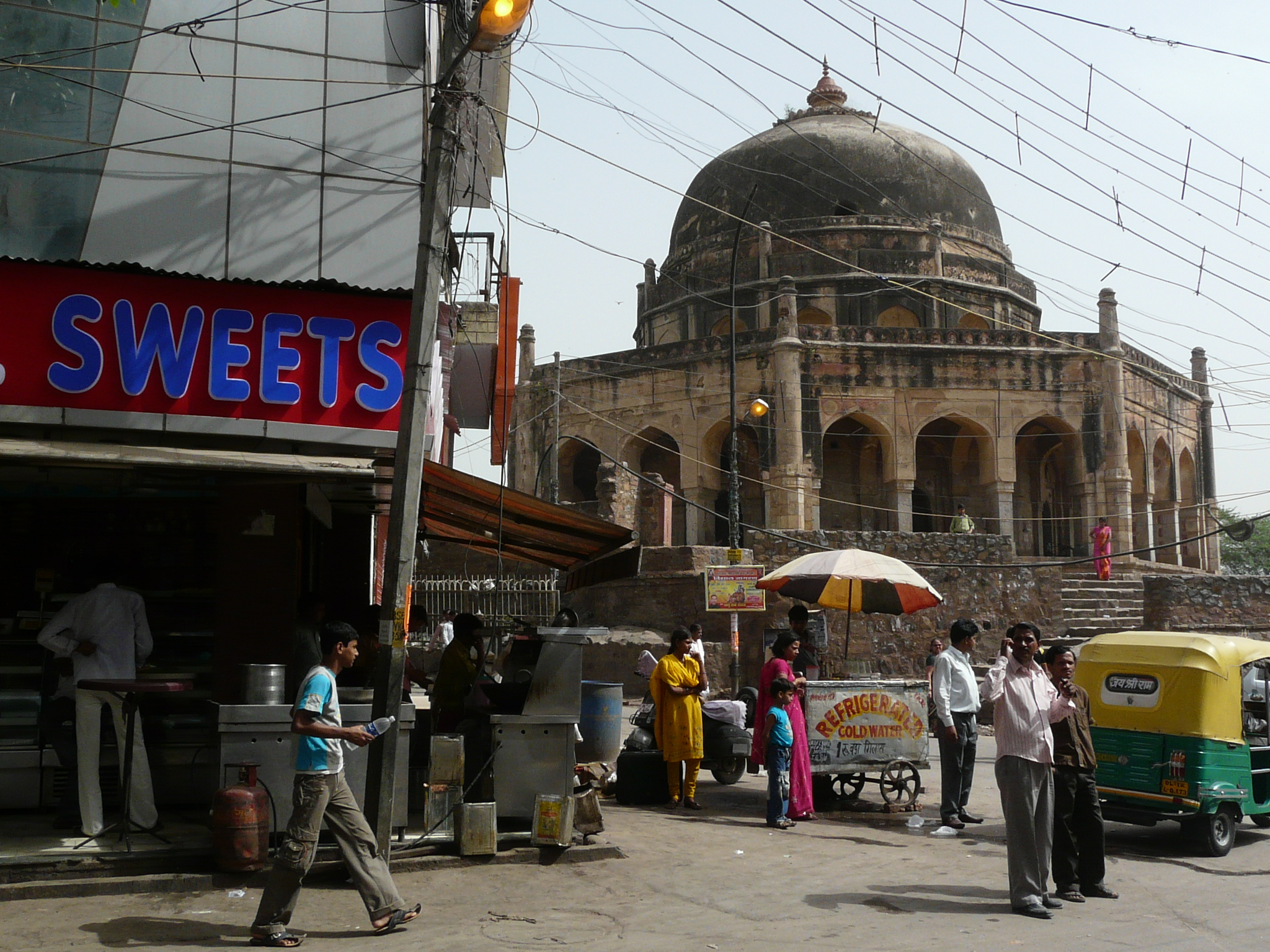
Hrobka spolu s okolní zástavbou
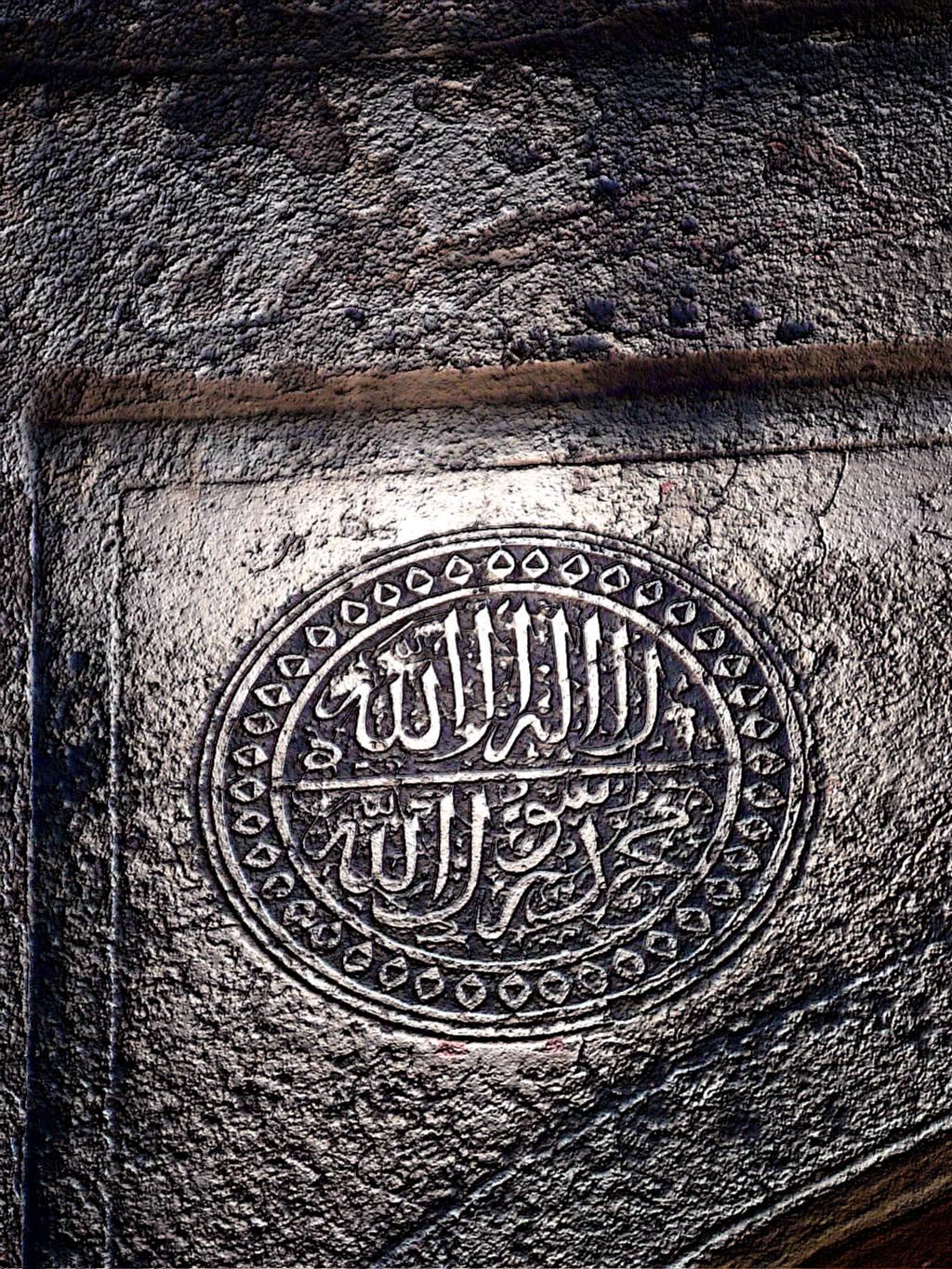
Dekorativní nápis uvnitř stavby
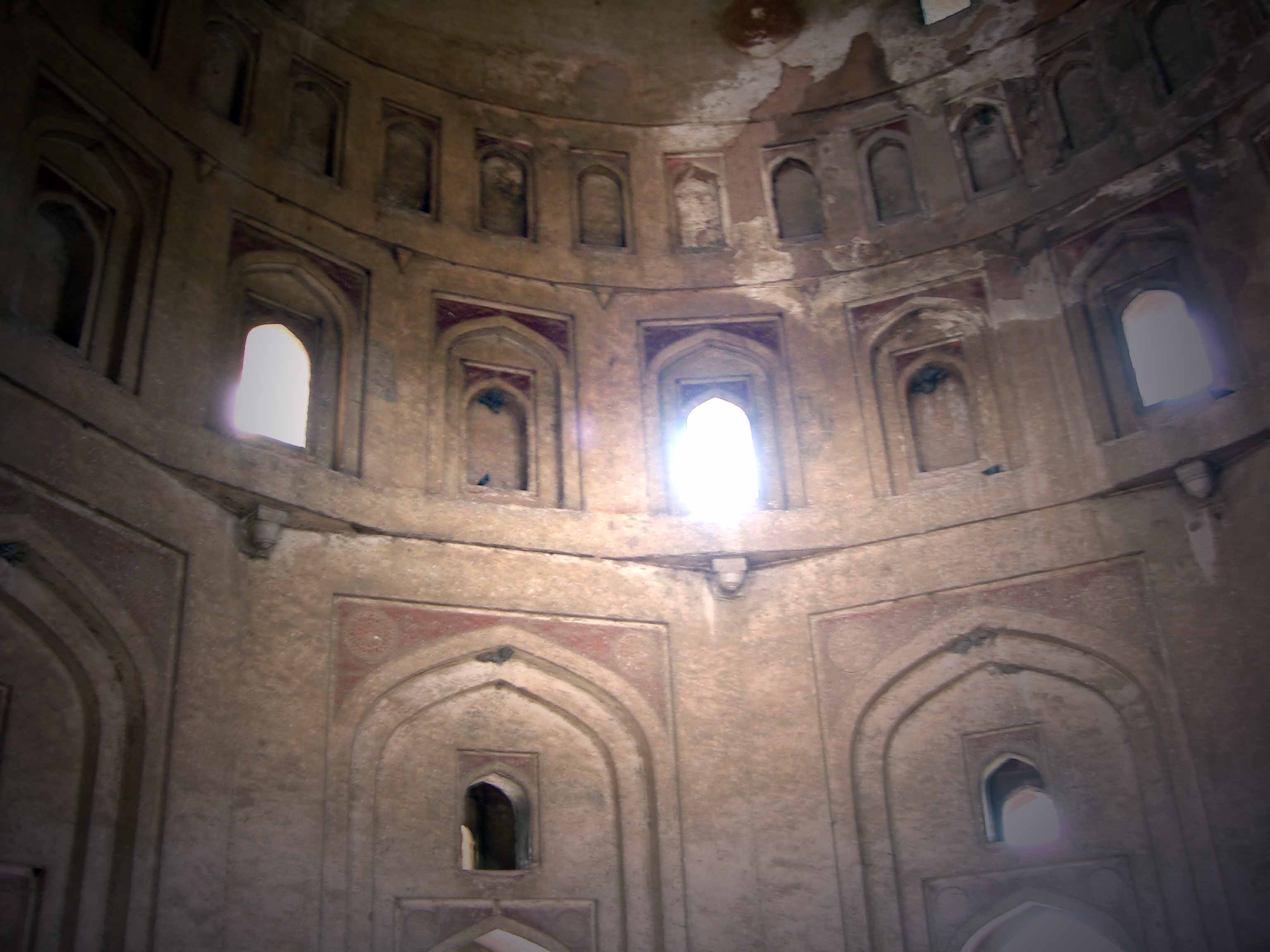
Interiér hrobky
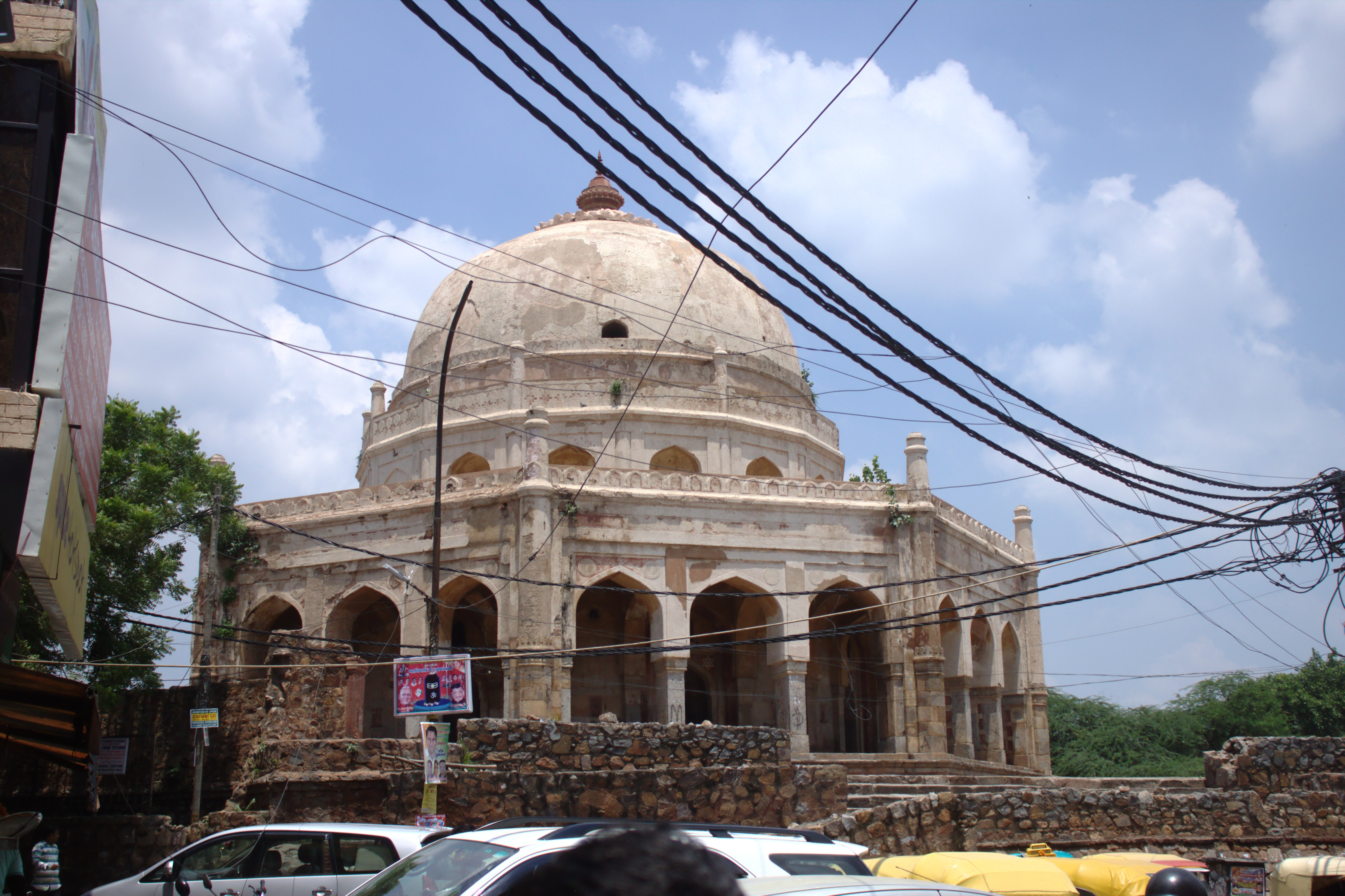
Pohled na budovu z jižní strany
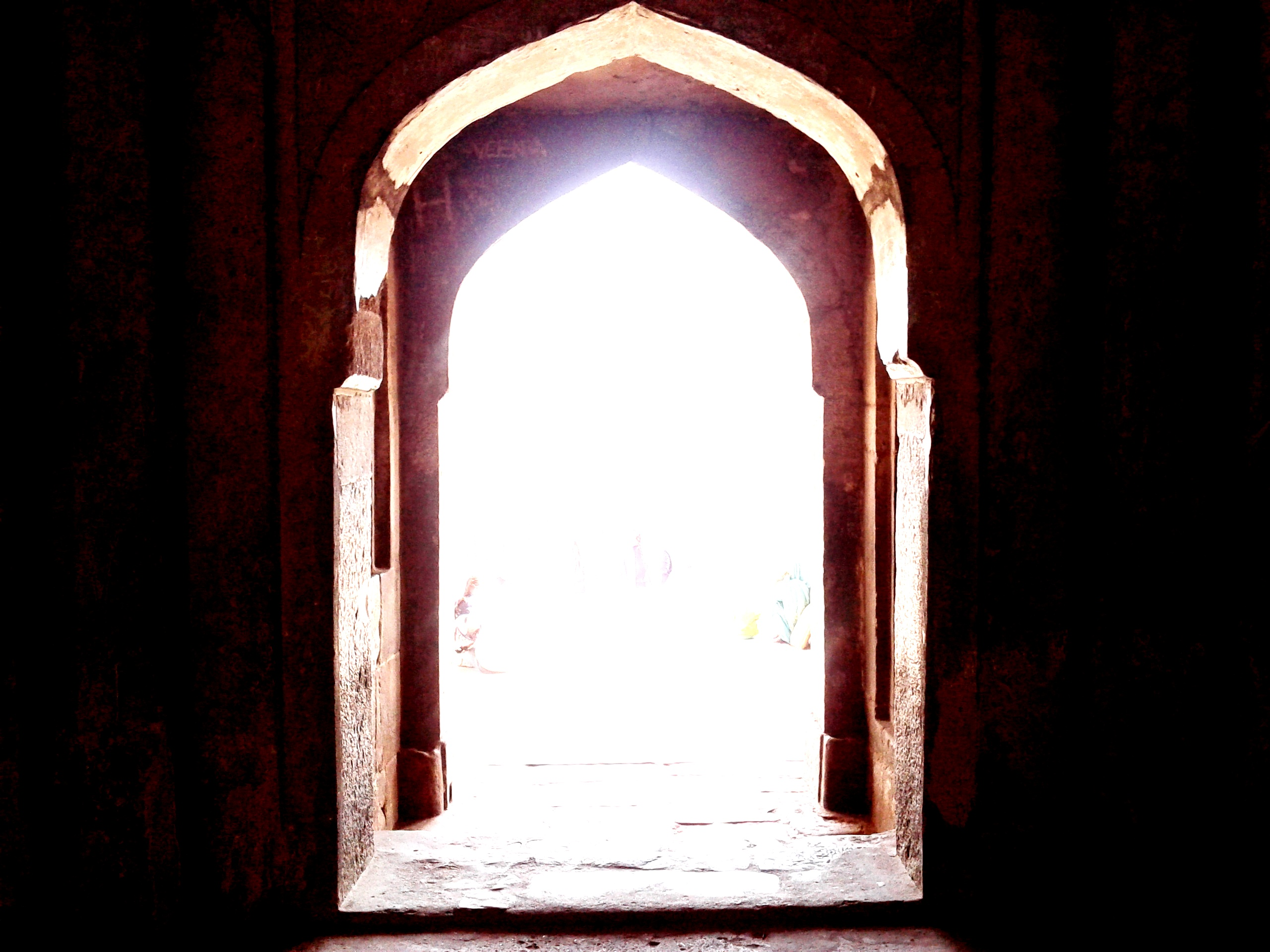
Jeden ze vstupních oblouků
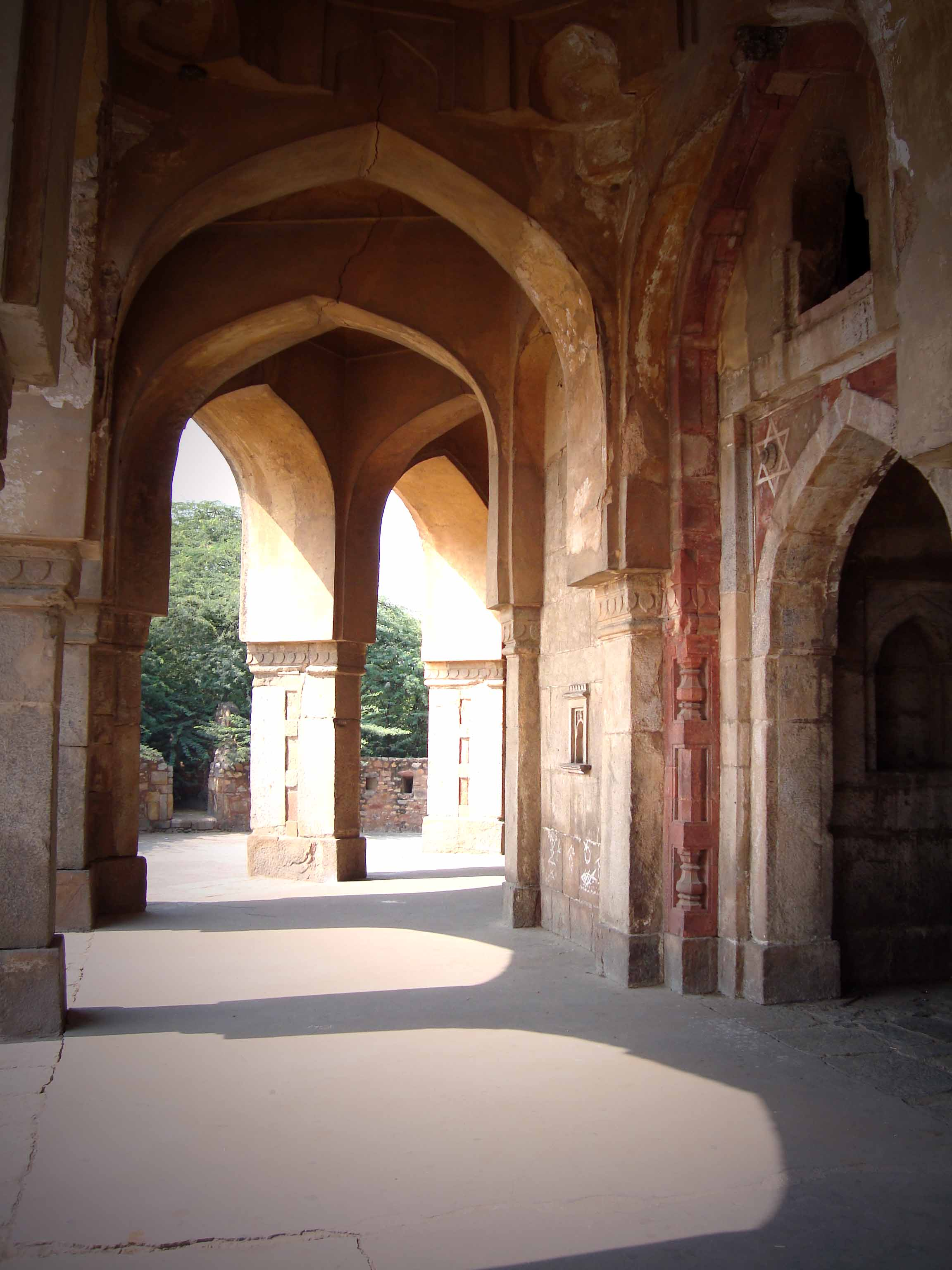
Oblouky uvnitř budovy
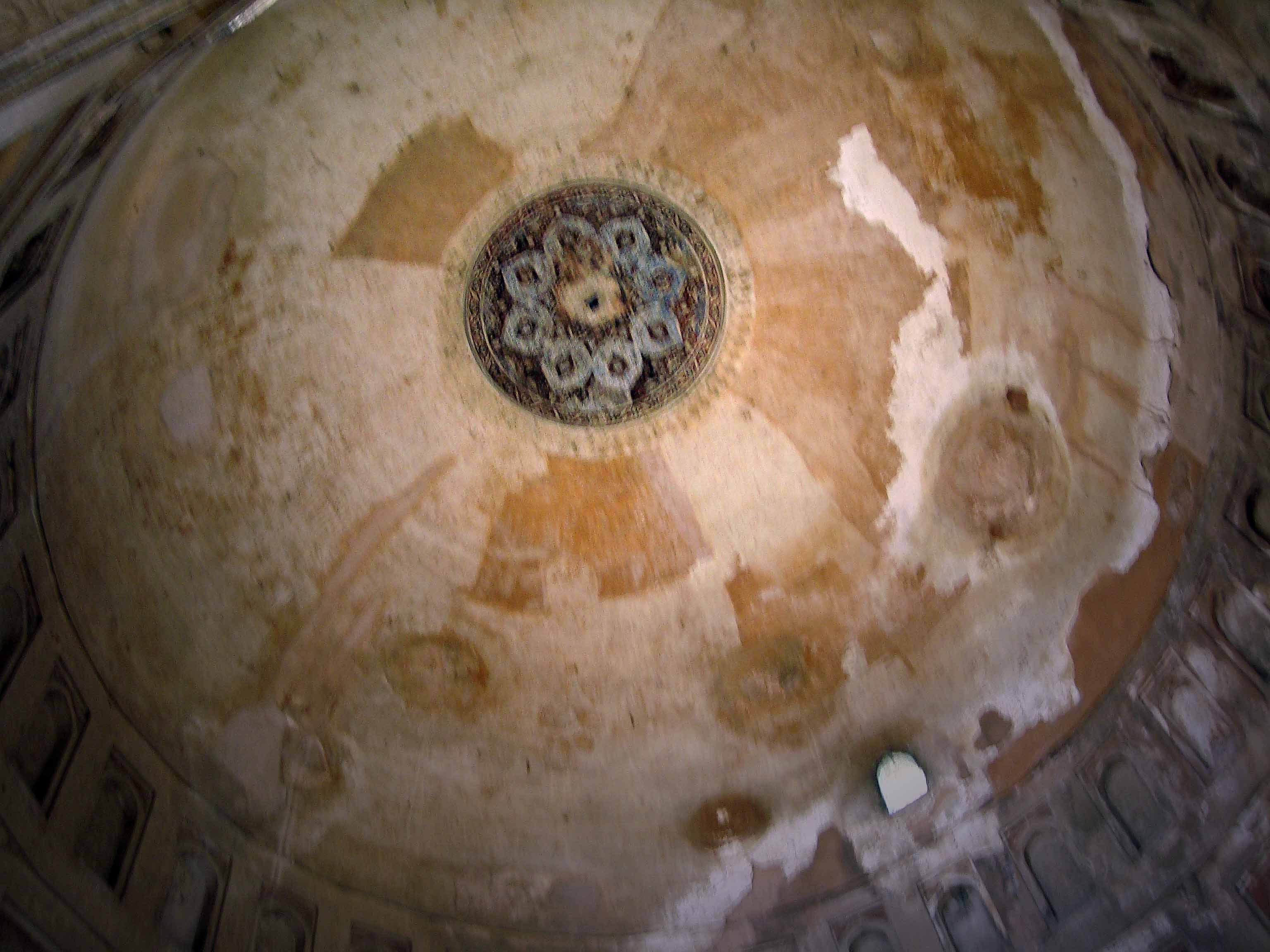
Kupole